# Pegomya betae
Espèce
Pegomya betae, la Mineuse de l'épinard ou Mouche de la betterave est une espèce d'insectes diptères de la famille des Anthomyiidae. Le nom de genre est parfois orthographié Pegomyia, sans que ce soit un usage majoritaire dans les références taxonomiques.
Cet insecte est un oligophage inféodé aux espèces de la famille des Chenopodiaceae. Il est considéré comme un ravageur des cultures de betteraves et parfois des épinards. Les dégâts, sensibles surtout sur les jeunes plants et les plantules, sont dus aux larves qui creusent des galeries dans le limbe des feuilles, provoquant un affaiblissement de la plante, voire sa mort.

## Distribution
L'aire de répartition de Psilopa leucostoma comprend une grande partie de l'Europe, l'Asie centrale, la Sibérie, le Japon et l'Amérique du Nord .

## Synonymes
Pegomya betae a pour synonymes :
- Anthomyia betae Curtis, 1847
- Anthomyia femoralis Brischke, 1881
- Anthomyza dissimilipes Zetterstedt, 1849
- Pegomya vicina (Lintner, 1883)
- Pegomyia vicina Lintner, 1883